# Анцола-делл-Емілія
Анцола-делл-Емілія (італ. Anzola dell'Emilia) — муніципалітет в Італії, у регіоні Емілія-Романья,  метрополійне місто Болонья.
Анцола-делл-Емілія розташована на відстані близько 320 км на північ від Рима, 14 км на північний захід від Болоньї.
Населення — 12 265 осіб (2014).
Щорічний фестиваль відбувається 29 червня. Покровитель — Святий Петро.

## Демографія
Населення за роками:

Станом на 1 січня 2023 року в муніципалітеті офіційно проживало 1439 іноземців з 66 країн, серед них 441 громадянин країн Євросоюзу та 69 громадян України.

## Пам'ятки
У містечку є церква святих Петра і Павла (ймовірно 9 ст., перша писемна згадка — 1300 року).

## Сусідні муніципалітети
- Болонья
- Вальзамоджа
- Кальдерара-ді-Рено
- Кастельфранко-Емілія
- Сала-Болоньєзе
- Сан-Джованні-ін-Персічето
- Цола-Предоза